# Prawec
Prawec – miasto w Bułgarii, w obwodzie sofijskim. W 2017 roku liczyło 3624 mieszkańców. Ośrodek administracyjny gminy Prawec.
W mieście produkowano komputery, w tym z serii IMKO, IZOT oraz Prawec.